# Šašalat
Šašalat (abchazsky: Шьашьалаҭ, gruzínsky პირველი შეშელეთი – Pirveli Šešeleti) je vesnice v Abcházii v Okresu Očamčyra (do roku 1994 byl součástí okresu Gali). Nachází se jihovýchodně od okresního města Očamčyra. Ve vesnici žije 373 obyvatel, z nichž 5 % jsou Abchazové. V rámci Abcházie má status obecního centra.

## Hranice
Na severu obec hraničí s Okresem Tkvarčeli, na východě s Okresem Gali, z jihu je ohraničen Černým mořem a na západě hraničí s obcí Ačguara

## Demografie
Ve vesnici žilo v roce 2011 373 obyvatel, z nichž 74,3 % Megrelové (často se počítají jako Gruzínci), 16,6 % jsou Gruzínci a 5,4 % jsou Abchazové. První dochované sčítání lidu zde proběhlo v roce 1886, ve kterém zde žilo 531 obyvatel a téměř všichni byli Samurzakánci. Za rok 1926 nejsou údaje dostupné. V roce 1959 už zde žilo 2 183 obyvatel ze kterých zde bylo nejvíc gruzínců a v roce 1989 2 520 obyvatel (za dob SSSR se obyvatelé vesnice sčítali dohromady s okolními oblastmi takže údaje jsou zkreslené). Velká část obyvatel odešla během války v letech 1992–1993.

## Historie
Podle svědectví mnoha cestovatelů byla vesnice v 19. století úplně "megrelizovaná" (původní obyvatelstvo a kultura byla nahrazena Megreli) na rozdíl od vesnic na sever od Šašalatu, kde se zachovalo původní obyvatelstvo.
Během války v letech 1992–1993 se vesnice stejně jako většina vesnic v Okrese Gali přidala na Gruzínskou stranu. Po válce uteklo skoro celé obyvatelstvo do Gruzie, ale v roce 1994 se část zase vrátila.

## Historické dělení
Šašalat se historicky dělí na tři části:
- První Šašalat
- Druhý Šašalat
- Chumen Natopuri

## Slavní rodáci
- Ilia Vekua (1907–1977) – gruzínský matermatik